# Бондар Микола Пантелеймонович
Мико́ла Пантелеймо́нович Бо́ндар (нар. 2 лютого 1952, c. Люлинці Вінницької області) — український літературознавець, поет. Кандидат філологічних наук, провідний науковий співробітник, завідувач сектору класичної української літератури відділу історії української літератури Інституту літератури НАН України. Лауреат Державної премії України в галузі науки і техніки.

## Життєпис
Народився 2 лютого 1952 року в с. Люлинці Комсомольського (тепер Калинівського) району Вінницької області.
1972 року закінчив Вінницький педагогічний інститут. Працював журналістом у вінницьких виданнях та в газеті ЦК ЛКСМУ «Комсомольское знамя».
З 1982 року — науковий співробітник Інституту літератури імені Тараса Шевченка НАН України, 1984 року захистив кандидатську дисертацію. У 1994—1996 роках займав посаду завідувача відділом нової української літератури. З 2004 року — провідний науковий співробітник Інституту літератури.
Станом на 2016 рік — завідувач сектору класичної української літератури відділу історії української літератури цього інституту (до реорганізації — завідувач відділу української класичної літератури).

## Наукова діяльність
Основний напрямок досліджень Миколи Бондаря — класична українська література (XIX — початок XX ст.), питання теорії літератури. Автор та співавтор монографій, підручників, енциклопедій, зокрема, 5-томної «Історії української культури». Входить до складу редакційних колегій Шевченківської енциклопедії та 12-томного академічного видання «Історія української літератури».

## Нагороди
- Державна премія України в галузі науки і техніки 2014 року — за роботу «Історія української культури» у п'яти томах (у дев'яти книгах) (у складі колективу)[2]

## Вибрані праці
Монографії
- М. П. Бондар. Поезія пошевченківської епохи. Система жанрів. — К. : Наукова думка, 1986. — 327 с.

Підручники, навчальні посібники
- Історія української літератури XIX століття : у 3 кн. : Навчальний посібник / М. Т. Яценко, М. П. Бондар, О. І. Гончар та ін. ; ред. М. Т. Яценко ; М-во освіти України. — К. : Либідь, 1996. — Кн. 2 : 40-ві — 60-ті роки XIX ст. — 384 с.
- Історія української літератури XIX століття : у 3 кн. : Навчальний посібник / М. П. Бондар, Т. І. Гундорова, Н. В. Левчик та ін. ; ред. М. Т. Яценко ; М-во освіти України. — К. : Либідь, 1997. — Кн. 3 : 70-ті — 90-ті роки XIX ст. — 432 с.
- Історія української літератури XIX століття : у 2 кн. : підручник для студ. філол. спец. вищ. навч. закладів / М. Г. Жулинський, М. П. Бондар, М. Т. Яценко та ін. ; за ред. М. Г. Жулинського. — К. : Либідь, 2005. — Кн. 1. — 656 с.
- Історія української літератури XIX століття : у 2 кн. : підручник для студ. філол. спец. вищ. навч. закладів / М. Г. Жулинський, М. П. Бондар, Т. І. Гончарова та ін. ; за ред. М. Г. Жулинського. — К. : Либідь, 2006. — Кн. 2. — 712 с.